# Vårdsbergs baptistförsamling
Vårdsbergs baptistförsamling var en församling i Vårdsberg, Linköpings kommun inom Örebromissionen.

## Administrativ historik
Församlingen bildades 1886 i Vårdsberg. 1981 införlivades Ringstorps baptistförsamling. 1994 slogs Vårdsbergs baptistförsamling samman med Betelförsamlingen, Fillinge och bildades Bankekind och Vårdsbergs frikyrkoförsamling.

## Församlingens kyrkor
- Ebenezer, Vårdsberg